# Irdabama
Irdabama foi uma antiga empresária persa durante o reinado de Dario I (r. 522–486 a.C.). Ela é não mencionada nas fontes gregas, mas é bem atestada nos registros do Império Aquemênida em Persépolis.
Não está claro exatamente quem era Irdabama, mas ela era claramente muito rica. Foi sugerido que ela fosse de origem aristocrática ou real. Também é possível que ela fosse de fato duas mulheres diferentes.
Ela possuía sua própria força de trabalho, incluindo 480 trabalhadores, principalmente centrados no que é hoje Xiraz. Ela lidava principalmente com vinho e grãos e supervisionava participações comerciais, centros de produção e suas propriedades.
Vários selos foram encontrados em relação às suas transações comerciais. É descrito como ela distribuiu seus bens e rações alimentares para sua equipe e como ela supervisionou a gestão de suas vastas propriedades de terra. Ela viajou muito pelo Irã e pela Mesopotâmia com sua própria comitiva de servos.[carece de fontes?]